# Будко, Уолт
Уолтер «Уолт» Будко-младший (англ. Walter "Walt" Budko Jr.; 30 июля 1925 года, Бруклин, Нью-Йорк — 25 мая 2013 года, Тимониум, Мэриленд) — американский профессиональный баскетболист и тренер.

## Карьера игрока
Играл на позиции тяжёлого форварда. Учился в Колумбийском университете, в 1948 году был выбран на драфте НБА под 6-м номером командой «Балтимор Буллетс», которая выступала в Баскетбольной ассоциации Америки (БАА), предшественнице НБА. Позже выступал за команду «Филадельфия Уорриорз». Всего в БАА/НБА провёл 4 сезона. Всего за карьеру в НБА сыграл 253 игры, в которых набрал 2037 очков (в среднем 8,1 за игру), сделал 684 подбора и 471 передачу.

## Карьера тренера
В середине сезона 1950/1951 годов Будко был назначен играющим тренером команды «Балтимор Буллетс», которой руководил на протяжении 29 игр (10 побед при 19 поражениях), сменив на этой должности Бадди Дженнетта, но по окончании чемпионата был уволен со своего поста из-за неудовлетворительных результатов команды, после чего перешёл в клуб «Филадельфия Уорриорз». В следующем году на его место был назначен новичок команды «Буллетс» Фред Сколари, который был уволен в середине сезона после 39 проведённых игр по той же причине (12—27).

## Смерть
Уолт Будко умер после продолжительной борьбы с раком 25 мая 2013 года в городе Тимониум (штат Мэриленд) в возрасте 87 лет.

## Статистика

### Статистика в НБА
| Сезон                                                                                    | Команда              | Регулярный сезон | Регулярный сезон | Регулярный сезон | Регулярный сезон | Регулярный сезон | Регулярный сезон | Регулярный сезон | Регулярный сезон | Регулярный сезон | Регулярный сезон | Регулярный сезон | Серия плей-офф | Серия плей-офф | Серия плей-офф | Серия плей-офф | Серия плей-офф | Серия плей-офф | Серия плей-офф | Серия плей-офф | Серия плей-офф | Серия плей-офф | Серия плей-офф |
| Сезон                                                                                    | Команда              | GP               | GS               | MPG              | FG%              | 3P%              | FT%              | RPG              | APG              | SPG              | BPG              | PPG              | GP             | GS             | MPG            | FG%            | 3P%            | FT%            | RPG            | APG            | SPG            | BPG            | PPG            |
| ---------------------------------------------------------------------------------------- | -------------------- | ---------------- | ---------------- | ---------------- | ---------------- | ---------------- | ---------------- | ---------------- | ---------------- | ---------------- | ---------------- | ---------------- | -------------- | -------------- | -------------- | -------------- | -------------- | -------------- | -------------- | -------------- | -------------- | -------------- | -------------- |
| 1948/49                                                                                  | Балтимор             | 60               |                  |                  | 34,8             |                  | 79,0             |                  | 1,7              |                  |                  | 11,5             | 3              |                |                | 42,3           |                | 78,9           |                | 1,3            |                |                | 12,3           |
| 1949/50                                                                                  | Балтимор             | 66               |                  |                  | 30,4             |                  | 75,7             |                  | 2,2              |                  |                  | 9,0              | Не участвовал  | Не участвовал  | Не участвовал  | Не участвовал  | Не участвовал  | Не участвовал  | Не участвовал  | Не участвовал  | Не участвовал  | Не участвовал  | Не участвовал  |
| 1950/51                                                                                  | Балтимор             | 64               |                  |                  | 35,6             |                  | 74,4             | 7,1              | 2,1              |                  |                  | 7,8              | Не участвовал  | Не участвовал  | Не участвовал  | Не участвовал  | Не участвовал  | Не участвовал  | Не участвовал  | Не участвовал  | Не участвовал  | Не участвовал  | Не участвовал  |
| 1951/52                                                                                  | Филадельфия Уорриорз | 63               |                  | 17,9             | 40,4             |                  | 67,4             | 3,7              | 1,4              |                  |                  | 4,0              | 3              |                | 19,3           | 42,9           |                | 57,1           | 4,0            | 1,7            |                |                | 5,3            |
|                                                                                          | Всего                | 253              |                  | 17,9             | 34,2             |                  | 75,7             | 5,4              | 1,9              |                  |                  | 8,1              | 6              |                | 19,3           | 42,5           |                | 73,1           | 4,0            | 1,5            |                |                | 8,8            |
| Наведите курсор мыши на аббревиатуры в заголовке таблицы, чтобы прочесть их расшифровку. |                      |                  |                  |                  |                  |                  |                  |                  |                  |                  |                  |                  |                |                |                |                |                |                |                |                |                |                |                |